# Depuratore ad acqua
Il depuratore ad acqua nacque per la depurazione dei fumi emessi dai motori Diesel nelle miniere con il duplice scopo di abbattere contemporaneamente il particolato e la temperatura dei fumi.
Oggi viene utilizzato principalmente sui carrelli elevatori all'interno di luoghi chiusi, sulle macchine movimento terra nelle gallerie e così via.